# Mzimvubu
Der Mzimvubu (isiXhosa; deutsch etwa: „Platz der Flusspferde“; auch Umzimvubu; englisch: Mzimvubu River oder Umzimvubu River) ist ein Fluss in der südafrikanischen Provinz Ostkap (Eastern Cape). Er entspringt an der Grenze zu Lesotho und mündet in einem Ästuar in den Indischen Ozean.

## Verlauf
Der Mzimvubu entspringt nahe Qacha’s Nek und Matatiele in den Drakensbergen. Von da fließt er in zahlreichen Windungen südwärts, im weiteren Verlauf südostwärts Richtung Küste. Nur auf den letzten zehn Kilometern kann der Fluss von kleineren Schiffen befahren werden. Ein Hafen an der Flussmündung bei Port St. Johns wurde 1944 wegen zunehmender Versandung aufgegeben.
Der Mzimvubu teilt die Region Pondoland in einen östlichen und einen westlichen Teil. Zu den Nebenflüssen gehört der Tsitsa, der wie sein Nebenfluss Tina bis zum jeweiligen Zusammenfluss eine ähnliche Länge wie der Mzimvubu aufweisen.

## Hydrometrie
Die Abflussmenge des Mzimvubu River wurde am Pegel Good Hope, bei dem größten Teil des Einzugsgebietes, über die Jahre 2009 bis 2021 in m³/s gemessen.

## Nutzung
Der Fluss gehört zum Mzimvubu to Keiskamma Water Management Area. Er ist der größte unregulierte Fluss Südafrikas; eine Nutzung etwa zum Bau von Bewässerungssystemen oder von Wasserkraftwerken ist in Planung; 2014 startete Präsident Jacob Zuma das Mzimvubu water project, das unter anderem den Bau von zwei Staudämmen vorsieht und 12,45 Milliarden Rand kosten soll. Das Einzugsgebiet ist eine der regenreichsten Regionen Südafrikas.